# Sarvar Shomurodov
Sarvar Elbek oʻgʻli Shomurodov (ur. 17 lutego 1995) – uzbecki judoka. 
Uczestnik mistrzostw świata w 2014. Brązowy medalista na igrzyskach azjatyckich w drużynie w 2014. Wicemistrz świata juniorów w 2013 roku.